# جيمس أوكونور (سياسي)
جيمس أوكونور (بالإنجليزية: James O'Connor)‏ هو محامي وسياسي أمريكي، ولد في 4 أبريل 1870 في نيو أورلينز في الولايات المتحدة، وتوفي في 7 يناير 1941 في كوفينغتون في الولايات المتحدة. حزبياً، نشط في الحزب الديمقراطي. وقد انتخب عضو مجلس نواب لويزيانا وانتخب عضو مجلس النواب الأمريكي.